# Taglait
Taglait (em árabe: تاقلعيت) é uma cidade e comuna localizada na província de Bordj Bou Arreridj, Argélia. Segundo o censo de 2008, a população total da cidade era de 5,042 habitantes.